# 武寧王
武寧王（ぶねいおう/ムリョンワン、462年 - 523年）は、百済の第25代の王（在位：502年 - 523年）。『三国史記』百済本紀・武寧王紀によれば先代の牟大王（東城王）の第2子であり、諱を斯摩、分注では隆とする。『梁書』では余隆、『日本書紀』雄略天皇紀5年条では、加須利君（かすりのきみ、第21代蓋鹵王）の子、名を嶋君とする。また、武烈天皇紀4年条では『百済新撰』の引用として、「諱は斯麻王という。これは昆支王の子である。則ち末多王（東城王）の異母兄である」としながらも、「今考えるに、島王は蓋鹵王の子である。末多王は昆支王の子である。これを異母兄というのはまだ詳しく判らない」としている。『三国遺事』王暦では『三国史記』と同じく、諱を斯摩とする。
旧都漢城（ソウル特別市）を高句麗に奪われ混乱した百済の安定を回復した王とされる。

## 生涯
武寧王の生年は武寧王陵墓誌から462年と判明しており、この年は雄略天皇6年、蓋鹵王8年である。
日本書紀によると、461年に百済王の側室が倭国（日本）に向かう途中に加唐島で武寧王を産んだとされる。

### 『三国史記』の記述
東城王が501年12月に暗殺された後、首都熊津（忠清南道公州市）で即位した。暗殺者の衛士佐平（禁軍を司る1等官）の苩加は加林城（忠清南道扶余郡林川面）に拠って抵抗したが、すぐに鎮圧された。武寧王はしばしば漢江流域に対する高句麗・靺鞨の侵入を撃退し、512年には高句麗に壊滅的打撃を与えている。521年には中国南朝の梁に入朝して「百済はかつて高句麗に破られ何年も衰弱していたが、高句麗を破って強国となったので朝貢できるようになった。」と上表した。これにより梁からは、もとの〈都督百済諸軍事・寧東大将軍・百済王〉から〈使持節・都督百済諸軍事・寧東大将軍・百済王〉に爵号を進められた。523年5月に死去し、武寧王と諡された。

### 『日本書紀』の記述
武寧王の出生の話として雄略天皇紀5年（461年）条に、百済の加須利君（蓋鹵王）が弟の昆支王を倭国に貢る際、自身のすでに妊娠した婦を与えて、途中で子が生まれれば送り返せと命じた。一行が筑紫の各羅嶋（かからのしま・加唐島）まで来たところ、一児が生まれたので嶋君と名付けて百済に送り返した。これが武寧王であるとしている。また、即位については武烈天皇紀4年（502年）是歳条には百済の末多王（牟大、東城王）が暴虐であったので、百済の国人は王を殺し、嶋王を立てて武寧王としたとしている。
継体天皇6年（512年）に、任那の上哆唎（オコシタリ、現在の全羅北道鎮安郡及び完州郡）・下哆唎（アロシタリ、忠清北道錦山郡及び論山市）・娑陀（サダ、全羅南道求礼郡）・牟婁（ムロ、全羅北道鎮安郡竜潭面）の四県、7年（513年）に己汶（コモン、全羅北道南原市）・滞沙（タサ、慶尚南道河東郡）の地をそれぞれ、倭国から百済に譲渡した。これに応えて百済は516年に、日本に送っていた博士段楊爾に代えて五経博士漢高安茂を貢上した。

## 王妃
朝鮮古代史学者の盧重国、金鉉球、洪性和（朝鮮語: 홍성화、建国大学）、金起燮（朝鮮語: 김기섭、公州大学）など韓国の研究者たちは、百済の第18代の王・腆支王の王妃である八須夫人は倭人だったと主張しており、関連して、金鉉球などは、昆支王、東城王、武寧王の王妃も倭人であり、倭国王家が政策的に婚姻させたと主張している。

## 子孫
523年の武寧王没後、百済王を継承したのは聖王（余明）であるが、『日本書紀』は513年に百済太子淳陀が倭国で死去したと伝える。武寧王の本来の太子は淳陀であるが、倭国で死去したために余明が代わって太子となったという解釈も可能である。この淳陀太子がいつ倭国に来たのか記載はないが、武寧王は41歳に至るまで倭国で生活していたとして、淳陀は倭国で生まれ、そのまま倭国に留まっていたと主張する説がある。
桓武天皇（今日の皇室の祖）の生母である高野新笠は、武寧王を遠祖とする渡来人系の和氏の出身という記述が『続日本紀』にあるものの、武寧王の没年(523年）および純陁太子の没年（513年？）と高野新笠の推定生年（720年頃）には約200年の開きがあり、実際に武寧王の子孫であったかどうかは朝鮮側の資料から見ても不明瞭であるため、疑問視する学説もある（詳細は高野新笠の項目を参照）。新笠は皇后ではなかったが（皇后は井上内親王）、桓武天皇の生母として皇太夫人とされ、死後に皇太后と追贈された。

## 武寧王陵
1971年に忠清南道公州市（かつての熊津）の宋山里古墳群から墓誌が出土し、武寧王陵として王墓が特定された。墓誌には
「寧東大将軍百済斯麻王、年六十二歳、 癸卯年（523年）五月丙戌朔七日壬辰崩到」
と記され、王の生没年が判明する貴重な史料となっている。古墳は王妃を合葬した磚室墳で、棺材が日本にしか自生しないコウヤマキ（高野槙）と判明したことも大きな話題となった。この他、金環の耳飾り、金箔を施した枕・足乗せ、冠飾などの金細工製品、中国南朝から舶載した銅鏡、陶磁器など約3000点近い華麗な遺物が出土した。

## 人物画像鏡
和歌山県隅田（すだ）八幡神社所蔵（東京国立博物館寄託）の国宝「人物画像鏡」の銘文に以下ある。
「癸未年」（503年）、「男弟王」（武烈か継体か）が「意柴沙加宮」（忍坂宮、石坂宮）にいたとき、鏡を作らせて男弟王の長寿を祈って鏡を献上した「斯麻」が知られる。これは武寧王のことであるとの見方が強い。

## 登場作品

### テレビドラマ
- 帝王の娘 スベクヒャン（2013年-2014年・MBC）演：イ・ジェリョン